# Guns of Moropolis
Guns of Moropolis ist eine deutsche Hard-Rock-/Heavy-Metal-Band aus Heidenheim.

## Geschichte
Die Band wurde im Jahre 2009 gegründet und ging aus den Resten der Band Metanoia hervor. Moropolis ist laut Sänger und Gitarrist August Paulsen der alte Name der Stadt Heidenheim. Im selben Jahr veröffentlichten Guns of Moropolis das Demo It’s Fall Again. Kurze Zeit später wurde die Band von Recent Records unter Vertrag genommen. Im April 2011 erschien das Debütalbum In Dynamite We Trust. Guns of Moropolis spielten Konzerte im Vorprogramm der Emil Bulls und traten bei den Festivals Summer Breeze und Rockharz Open Air auf. Im Jahre 2012 spielte die Band beim With-Full-Force-Festival und nahm ihr zweites Studioalbum Heavy Metal Killed Your Mama auf, welches am 22. Februar 2013 erschienen ist. Im Jahr 2014 haben Schlagzeuger „Der Kanonier“ sowie Bassist „George Wood“ die Band verlassen.

## Stil
Die Band bezeichnet ihren Stil selber als Metalbilly. Zu den Haupteinflüssen zählt Paulsen Bands und Künstler wie Chuck Berry, Buddy Holly, Volbeat, The Hellacopters und ZZ Top. Wegen ihrer stilistischen Ausrichtung wurde die Band zu Zeiten ihres Debütalbums als Volbeat-Klon bezeichnet.

## Diskografie
- 2009: It’s Fall Again (Demo)
- 2011: In Dynamite We Trust
- 2013: Heavy Metal Killed Your Mama